# Swarm Technologies
Swarm Technologies, Inc. é uma empresa privada construindo uma constelação de satélites de baixa orbita para comunicações com dispositivos de Internet Das Coisas (IoT) usando uma técnica Store and forward. Em 16 de Julho de 2021, a Swarm entrou em acordo para se tornar uma subsidiária da SpaceX.
In-Q-Tel, o braço de capital de risco da CIA, lista a Swarm Technologies como uma de suas startups.
Eles possuem uma licença da Comissão Federal de Comunicações (FCC) para Satélite de comunicação de baixa largura de banda em órbita terrestre baixa.
Em fevereiro de 2021, a Swarm anunciou que seus serviços comerciais agora estavam ativos usando 72 satélites comerciais, fornecendo seus dados globais de baixo custo aos clientes.
O Swarm Tile é o seu modem satelital dedicado a dados bidirecionais, desenhado para baixo consumo de energia e para ser embutido em placas de produtos de terceiros. Outros produtos incluem o plano de dados e um kit de desenvolvimento.

## História
A Swarm Technologies foi fundada em 2016 por Sara Spangelo e Benjamin Longmier, ex-funcionários do Google e da Apple, respectivamente.

## Tecnologia e uso
A Swarm Technologies oferece planos de transferência de dados a partir de US$ 60 por ano por dispositivo conectado. A este preço, podem ser transmitidos mensalmente 750 pacotes de dados de 192 bytes cada.